# یونکلر، اسپانیا
یونکلر، اسپانیا (به اسپانیایی: Yuncler) یک شهرستان در اسپانیا است که در استان تولدو واقع شده‌است.

## خصوصیات
یونکلر ۱۸ کیلومترمربع مساحت و ۳٬۳۳۲ نفر جمعیت دارد و ۵۳۴ متر بالاتر از سطح دریا واقع شده‌است.